# Словацкая кухня
Словацкая кухня отличается от области к области по территории всей Словакии. Она тесно связана с традиционными кухнями стран-соседей, в частности чешской и венгерской кухонь. Истоки традиционной словацкой кухни можно проследить до тех времён, когда большинство населения жило самостоятельно в деревнях, с очень ограниченным импортом и экспортом продовольствия и без современных средств сохранения или обработки продуктов питания.
Это привело к появлению кухни, сильно зависящей от ряда основных продуктов питания, которые могли выдержать жаркое лето и холодную зиму. К ним относились пшеница, картофель, молоко и молочные продукты, свинина, квашеная капуста и лук. В меньшей степени традиционно употреблялись в пищу говядина, птица, баранина и козлятина, яйца, некоторые другие местные овощи, фрукты и лесные грибы.
Всё это, как правило, производилось и обрабатывалось самими семьями, которые торговали на местных рынках. Пшеницу мололи, и готовили из неё хлеб, клёцки и лапшу. Картофель, в основном, отваривали или перерабатывали в картофельное тесто.
Из молока производился широкий спектр продуктов, таких как сливочное масло, сливки, сметана, пахта, различные виды сыра.
Типичные продукты из свинины включали колбасы, копчёный бекон и свиное сало. Специи широко не использовались, а вместо растительных масел использовались животные жиры и сливочное масло. Основными напитками были свежее и кислое молоко, а также пиво. Современная словацкая кухня находится под большим влиянием различных кухонь мира и использует множество различных ингредиентов, специй и продуктов промышленной переработки.

## Словацкие блюда
- Halušky
  - Bryndzové halušky: картофельные клёцки с брынзой, сыром из овечьего молока
  - Strapačky
- Локше (Lokše): блины из картофельного теста, выпекаемые прямо на плите
- Bryndzové pirohy
- Široké rezance s tvarohom a slaninou: тальятелле с творогом (фермерский сыр) и жареным беконом
- Zemiakové placky: картофельные оладьи, обжаренные в масле, также называемые haruľa в регионах Horehronie, Pohronie, Kysuce и Orava
- Granatiersky pochod или granadír, также известный как granadírmarš и grenadírmarš
- Segedin goulash: блюдо, состоящее из тушёной свинины с квашеной капустой и сливками или сметаной, обычно подаётся с варёными клёцками (knedľa)
- Rezeň: шницель, обычно в панировке
- Vyprážaný syr

- Bryndzové pirohy (клёцки с сырной начинкой)
- Свинина с миланским соусом и дрожжевыми клёцками
- Венский шницель и картофельный салат
- Натуральный куриный шницель

## Супы и соусы
- Fazuľová polievka (фасолевый суп)
- Kapustnica (суп из квашеной капусты), часто также с грибами, мясом и колбасой, иногда подаётся в миске для хлеба
- Rezancová polievka (куриный суп с лапшой)
- Demikát (суп на основе брынзы)
- Tripe soup
- Gulášová polievka, традиционный суп-гуляш
- Kotlíkový guláš, простой суп-гуляш из разных овощей, картофеля и мяса (обычно говядины), приготовленный в течение нескольких часов
- Гуляш из оленины, традиционно приготовленный, часто подаётся в чашке для хлеба
- Чесночный суп

## Мясо
Свинина, говядина и птица являются основными видами мяса, потребляемыми в Словакии, причём свинина является наиболее популярной со значительным отрывом. Среди домашней птицы наиболее распространена курица, хотя утка, гусь и индейка также хорошо зарекомендовали себя. Мясо дичи, особенно кабана, кролика и оленины, также широко доступно в течение всего года. Баранина и козлятина также доступны, но по большей части не очень популярны. К потреблению конины обычно относятся неодобрительно.
Мясо на гриле не распространено в Словакии. Вместо этого мясо либо панируют и обжаривают в масле (шницель), либо готовят и подают в соусе. Венгерское влияние на словацкую кухню можно увидеть в популярных тушёных блюдах и гуляшах. Тем не менее, они получили свои особенные словацкие штрихи. Куриный паприкаш обычно подают с галушками, а венгерский гуляш (острое тушеное мясо из говядины) подают с ломтиками больших клёцек, приготовленных на пару.
К местным типам колбасы относятся krvavničky, кровяная колбаса, и jaternice (традиционно называемая hurky), колбаса с рисом, содержащая все части забитой свиньи.
- Jaternice
- Krvavnička

## Традиционные сладости и печенье
Обычно выпекаемые на Рождество, но также и в течение всего года, словацкие традиционные сладости, как правило, выпекаются дома, и их труднее найти в магазинах.
- Buchty
- Parené buchty (булочки на пару с различными начинками (джем, слива, творог, мак), посыпанные маком, сахаром, маслом, сметаной, панировочными сухарями или орехами, похожие на австрийский гермкнёдль и китайские булочки баоцзы)
- Laskonky (кокосовое печенье безе с грецкими орехами и сливочной начинкой)
- Žemľovka
- Opekance шарики из дрожжевого теста, выпекаемые в духовке, залитые молоком, посыпанные орехами, маком, творогом
- Mačacie oči (два слоя круглых пирожных, похожих на печенье, «склеенных» мармеладом и посыпанных сахарной пудрой)
- Ryžový nákyp (рисовый пудинг)
- Orechovník (сладкий рулет из грецкого ореха)
- Makovník (рулет с маком)
- Bratislavské rožteky (рулеты из дрожжевого теста с начинкой из молотого мака или грецкого ореха, начинка определяет форму)
- Trotle (два слоя круглых пирожных, похожих на печенье, наполненных шоколадным кремом и наполовину погружённых в тёмный шоколад)
- Medovníky (печенье на медовой основе, похожее на имбирный пряник)
- Zázvorníky/ďumbierniky (печенье со вкусом имбиря)
- Medvedie labky («медвежьи лапки» — печенье на основе грецкого ореха/какао)
- Trdelník или Skalický trdelník, традиционный торт, выпекаемый на вращающемся вертеле на открытом огне
- Metrový koláč (длинный двухцветный бисквит в шоколадной глазури)

## Основной ежедневный приём пищи
Традиционно основным приёмом пищи в течение дня является обед, съедаемый около полудня. Однако изменение рабочего распорядка изменило это в последние десятилетия; сегодня у многих словаков основная трапеза происходит вечером. Обед в Словакии обычно состоит из супа и основного блюда. В Словакии принято приносить в подарок бутылку вина или другого алкоголя, если вас пригласили в гости к кому-то домой.